# Rafako
Rafako ist ein polnischer Anlagenbauer mit Sitz in Racibórz. Seit 2011 ist das Unternehmen im Besitz der PBG-Gruppe. Rafako liefert Dampferzeuger für Kohlekraftwerke und Müllverbrennungsanlagen.

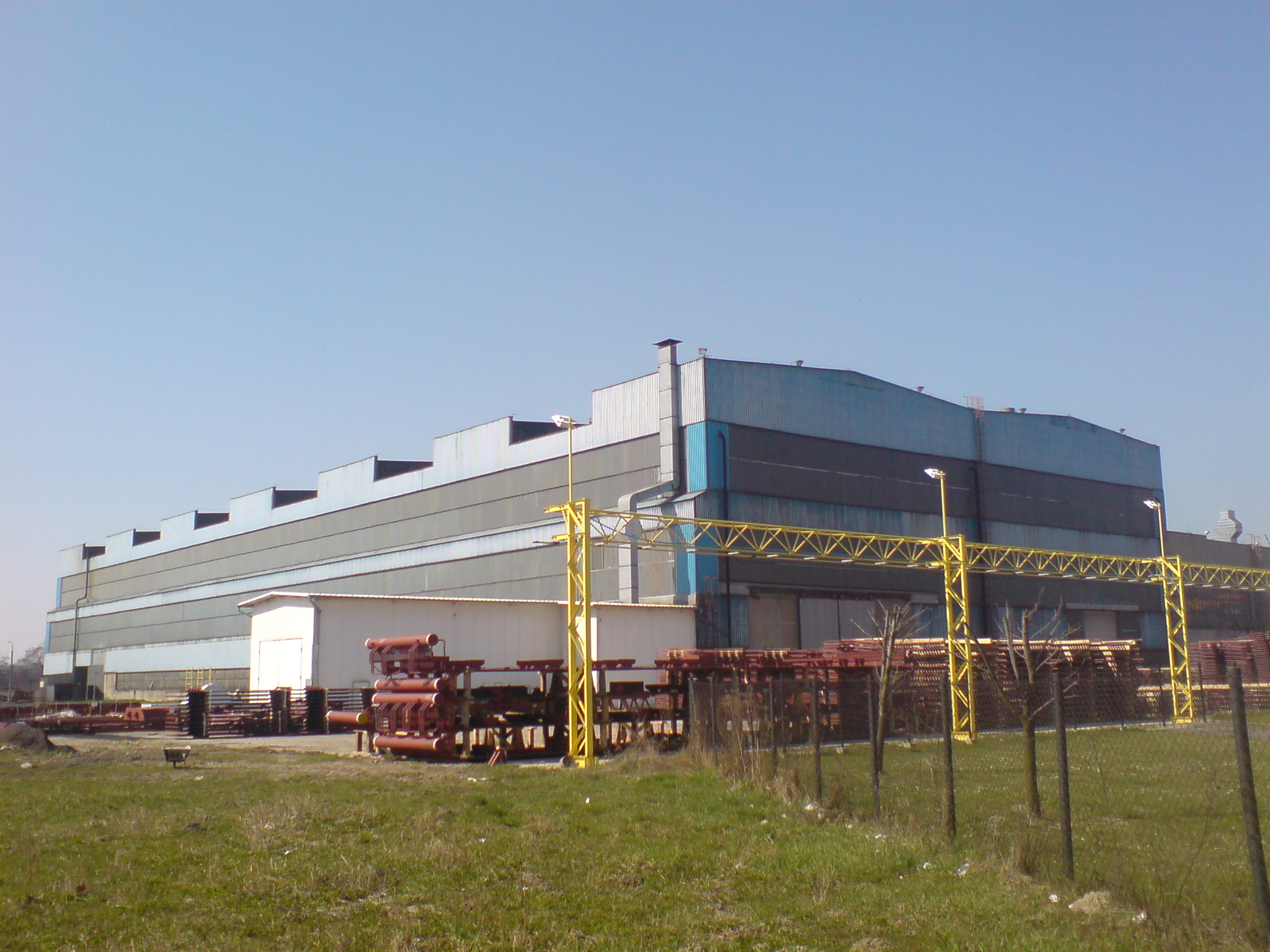
Produktionshallen

Seit 2016 entwickelt Rafako auch elektrisch angetriebene Busse, Die Test- und Entwicklungsphase ist inzwischen abgeschlossen. Die 8,5 Meter langen Busse von Rafako haben die Batterien nicht auf dem Dach, sondern im Fahrzeugboden. Dadurch erreichen sie eine Höhe von 3,20 Meter. Neben den elektrischen Stadtbussen bietet Rafako spezielle E-Schulbusse "Gimbus" an.